# Nièvre (Loira)

La Nièvre nel dipartimento omonimo.

La Nièvre è un fiume francese che attraversa l'omonimo dipartimento ed è un affluente alla riva destra della Loira. Non va confuso con il fiume omonimo, tributario della Somme.

## Etimologia
Era chiamato Nervium nel XIII secolo, termine che proviene dall'idronimo pre-celtico *Neuar-, a giudicare dal nome della città di Nevers che ne deriva: Nevirnum, Ebirno, Neberno, Nevernis,… da un antico *Néuar-ino-, senza dubbio apparentato alla Neva russa.

## Geografia
Affluente destro della Loira, nella quale confluisce a Nevers, la Nièvre s'estende per 53 km di lunghezza, riunendo due principali corsi d'acqua, la Nièvre di Champlemy e la Nièvre d'Arzembouy, nel territorio del comune di Guérigny.
Il suo bacino copre una superficie di 630 km² del dipartimento della Nièvre, con una portata media di 5 m³/s.
Nel senso stretto del termine, la Nièvre non designerebbe altro che la parte di fiume che va da Guérigny à Nevers, ciò non di meno, ai sensi di legge, la denominazione comprende altri corsi d'acqua che portano ugualmente questo nome:
- La Nièvre de Champlemy (o Grande Nièvre), che ha la sua sorgente nel territorio del comune di Champlemy per poi scorrere verso sud. Essa passa da Dompierre-sur-Nièvre, La Celle-sur-Nièvre, Beaumont-la-Ferrière, Saint-Aubin-les-Forges et Guérigny ove si unisce alla Nièvre d'Arzembouy.
- La Nièvre d'Arzembouy, che ha la sua sorgente nel territorio del comune di Arzembouy per poi scorrere verso sud-ovest. Essa bagna i comuni di Giry, Prémery, Sichamps, Nolay, Poiseux, poi Guérigny, ove si unisce alla Nièvre de Champlemy. Per quasi tutto il suo corso è fiancheggiata dall'antica ferrovia Nevers-Clamecy.
- La Nièvre de Saint-Franchy  e la Nièvre de Saint-Benin-des-Bois, che hanno le loro sorgenti nei comuni eponimi, confluiscono a valle, poco dopo il paese di Lurcy-le-Bourg, formando la Nièvre de Prémery (o Petite Nièvre), che passa sotto Lurcy-le-Bourg e poi si unisce alla Nièvre d'Arzembouy, presso l'agglomerato rurale di Doudoye, nel territorio comunale di Prémery.[8]

Tra Guérigny e Nevers, è denominato semplicemente Nièvre il fiume che risulta dalla confluenza dei fiumi Nièvres de Champlemy e Nièvres d'Arzembouy.
Essa scorre verso sud nei pascoli formando diversi bracci secondari ed attraversa i comuni di Urzy e Coulanges-lès-Nevers. Un tempo la Nièvre passava ai piedi dei bastioni di Nevers per poi gettarsi nella Loira al di sotto del centro della città. Oggi non ne resta che un corso molto indebolito ed in parte sotterraneo, poiché la gran parte delle sue acque viene deviata da un canale di derivazione che la conduce da Coulanges-lès-Nevers al quartiere di Les Bords-de-Loire, ad est di Nevers.
La lunghezza della Nièvre, pari ufficialmente a 53 km, è misurata a partire dalla sua confluenza storica con la Loira fino alla sorgente più lontana dei suoi affluenti omonimi, cioè di quella di Champlemy.

## Galleria d'immagini
La Nièvre a Nevers, poco prima di sfociare nella Loira:

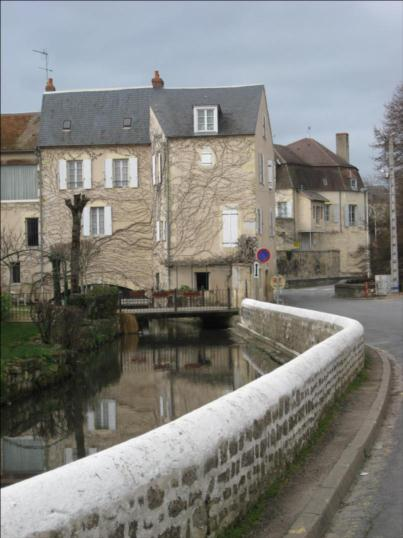
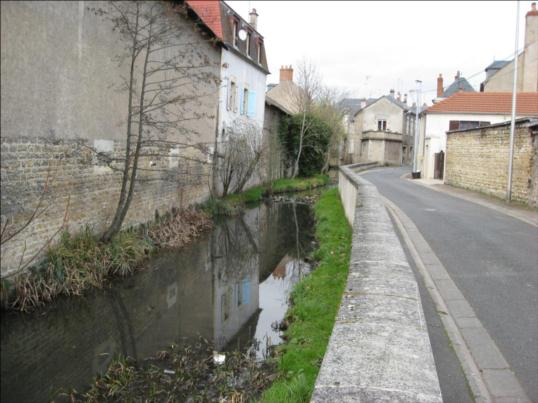
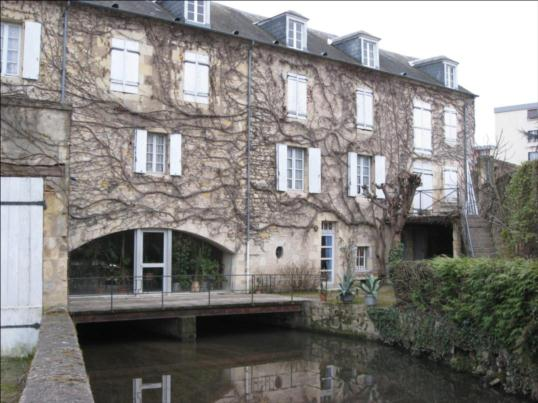
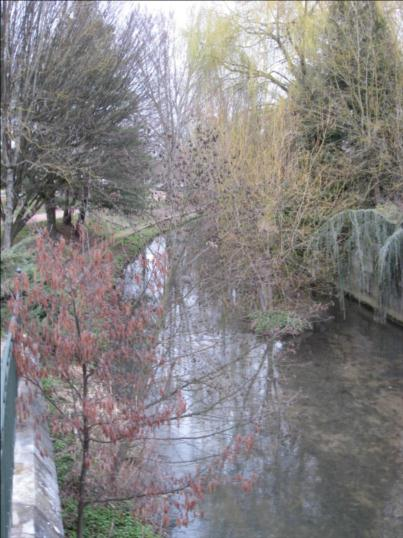